# شهرستان له‌های (پنسیلوانیا)
شهرستان له‌های، پنسیلوانیا (به انگلیسی: Lehigh County, Pennsylvania) شهرستانی در ایالات متحده آمریکا است که در پنسیلوانیا واقع شده‌است.

## خصوصیات
شهرستان له‌های ۹۰۳٫۹۱ کیلومترمربع مساحت دارد.